# バチュク村の虐殺
バチュク村の虐殺（バチュクむらのぎゃくさつ、ベトナム語: Thảm sát Ba Chúc /慘殺巴祝）は、1978年にカンボジアとの国境から7kmほどに位置するベトナムのアンザン省チートン県バチュク市鎮で起きた国境紛争に伴う虐殺事件。
1978年4月18日から4月30日までの2週間で、総人口16,000人のバチュク村のうち、トゥオン山とザイ山の周辺地区に住む民間人3,157人のほとんどがクメール・ルージュに虐殺された。

## 概要
被害のほとんどは4月18日に発生した。
クメール人の軍隊が侵入してきた時に、住民たちは寺院と学校に押し込められ虐殺された。生き残った住民は山に逃げたが数日のうちに発見されて殺され、奇跡的に逃げ延びたのは2名だけと言われる。
ほとんどの被害者は射殺されるか、斬られるか、首を落とされて殺害された。また、ほとんどの女性はレイプされ、膣に杭を打たれた。子供たちは殺される前に銃剣で突かれた。
これはベトナムのカンボジア侵攻につながる重要な事件のひとつとなった。

## 慰霊
アンザン省政府は1979年に慰霊のために墓となる建物や蓮池などの施設群を建設し、その中央には1,159体の遺体が納められた。
ベトナム政府も1980年7月10日にタムブー寺とフィライ寺と墓の建物を「憎しみの痕跡」（バチュクにおけるポル・ポトによる虐殺の証拠となる地区）として認定すると決定した。